# Władisław Goranow
Władisław Iwanow Goranow, bułg. Владислав Иванов Горанов (ur. 30 kwietnia 1977 w Plewenie) – bułgarski urzędnik państwowy, ekonomista i polityk, deputowany, w latach 2014–2017 i 2017–2020 minister finansów.

## Życiorys
Ukończył szkołę średnią w rodzinnej miejscowości. Od 1994 do 1999 studiował na Akademii Ekonomicznej w Swisztowie, specjalizując się w zakresie rachunkowości. Pracował jako urzędnik w resorcie rolnictwa, następnie w ministerstwie finansów. W latach 2001–2009 był dyrektorem departamentu wydatków socjalnych w tym resorcie. Od sierpnia 2009 do kwietnia 2013 zajmował stanowisko wiceministra finansów. W 2013 z ramienia partii GERB uzyskał mandat posła do Zgromadzenia Narodowego 42. kadencji, z którego zrezygnował w 2014 w związku z powołaniem na dyrektora generalnego jednego z banków.
Po przedterminowych wyborach w 2014 został powołany na ministra finansów w drugim gabinecie Bojka Borisowa. Urząd ten sprawował do stycznia 2017. W marcu tego samego roku został wybrany w skład bułgarskiego parlamentu 44. kadencji. W maju 2017 otrzymał ponownie nominację na ministra finansów w trzecim gabinecie lidera partii GERB. Zakończył urzędowanie w lipcu 2020.